# Leger der doden

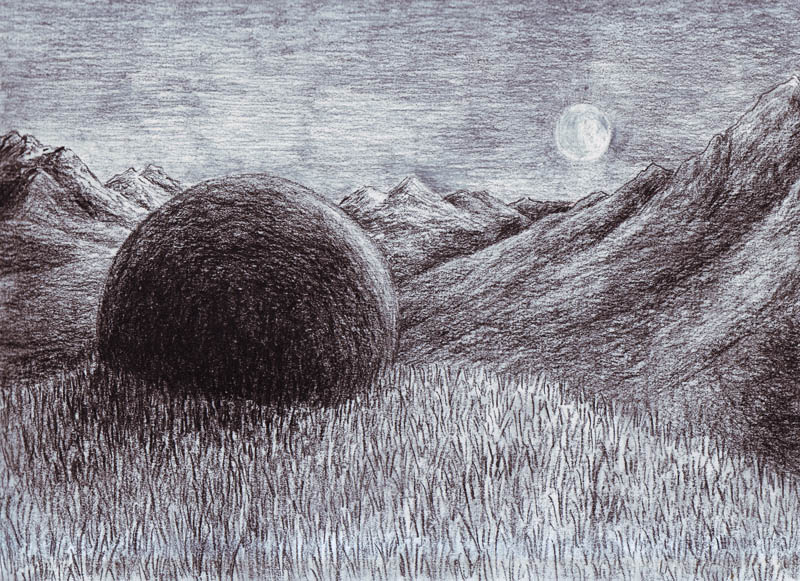
Erech in Lamedon, bij de zuidelijke uitgang van de Paden der Doden.

Het Leger der doden (Engels: The Army of the Dead) of het Schimmenleger was, in de fictieve wereld Midden-aarde van J.R.R. Tolkien, een leger dat Gondor in de Oorlog om de Ring te hulp kwam.
In de Tweede Era zwoeren de mensen van de bergen in bij de Steen van Erech in Lamedon een eed aan de laatste koning van Gondor en Arnor. Maar toen Gondor in het nauw gedreven was liet koning Rioc van de mensen van de bergen Gondor in de steek vanwege de macht van Sauron, die zijn volk in de donkere jaren voor de komst van de Númenoranen aanbeden had, en hij vluchtte met zijn volk naar de schaduw van de bergen. Isildur vervloekte hen en zwoer dat ze geen rust zouden kunnen vinden totdat ze hun eed vervuld hadden. 
Aragorn volgt tijdens de Oorlog om de Ring in de Derde Era de Paden der Doden om daar het Leger der Doden alsnog aan de eed te houden die zij ooit aan Aragorns voorvader afgelegd hadden. Aragorn weet het leger aan zich te binden en verslaat met hen de grote hoeveelheid strijdkrachten uit Umbar, die met een grote vloot voor de kust van Gondor liggen teneinde Saurons leger te versterken in de Slag van de Velden van Pelennor. Nadat alle strijdkrachten uit Umbar op de vlucht zijn geslagen of zijn verdronken bevrijdt Aragorn hen van de vloek en laat ze rusten in vrede.

## Verschillen tussen het boek en de film
Het is in de film  Elrond die Aragorn overhaalt om de Paden der Doden te volgen, en daar het Leger der Doden aan de eed te houden, in de boeken komen de zonen van Elrond, Elladan en Elrohir en de Dolers uit het noorden en ook zij vergezellen Aragorn, terwijl in de film alleen Legolas en Gimli dat doen.
In de verfilming van The Return of the King door Peter Jackson valt te zien dat het Leger der Doden de Slag van de velden van Pelennor beslist, en Minas Tirith weet te ontzetten. In het boek komen ze hier echter nooit aan omdat Aragorn ze al daarvoor van de vloek verlost. Het is in het boek niet het Leger der doden, maar de grote hoeveelheden opgetrommelde strijdkrachten uit Lamedon en Lebennin, die de overwinning forceren.